# Polder Zeevang
Polder Zeevang este o arie protejată (arie de protecție specială avifaunistică — SPA) din Țările de Jos întinsă pe o suprafață de 1.813 ha, integral pe uscat.

## Localizare
Centrul sitului Polder Zeevang este situat la coordonatele 52°32′31″N 5°01′15″E / 52.5419°N 5.0208°E.

## Înființare
Situl Polder Zeevang a fost declarat arie de protecție specială avifaunistică în septembrie 2005 pentru a proteja 9 specii de animale.

## Biodiversitate
Situată în ecoregiunea atlantică, aria protejată nu include niciun habitat protejat.
La baza desemnării sitului se află mai multe specii protejate de  păsări (9): rață fluierătoare (Anas penelope), gârliță mare (Anser albifrons), gâscă cenușie (Anser anser), Branta leucopsis, Cygnus columbianus bewickii, sitar de mâl (Limosa limosa), culic mare (Numenius arquata), ploier auriu (Pluvialis apricaria), nagâț (Vanellus vanellus)